# Lancasterschule
Die Lancasterschule (auch: Bell-Lancaster-Schule) war eine Schulform des 19. Jahrhunderts, die vor allem das wechselseitige Unterrichten der Schüler propagierte.

## Geschichte
Das so genannte Monitorialsystem sah vor, dass erfahrenere Schüler jüngere unterrichten sollten und so zunehmend zu Hilfslehrern erwuchsen. Die Umsetzung erfolgte in einem stark durch Drill gekennzeichneten so genannten Kehrsystem, das in einer Klasse, die nicht nach Jahrgängen aufgeteilt ist, der einen Hälfte der Schüler das Sitzen erlaubte und der anderen Hälfte vorschrieb, an der Wand stehend zu memorieren.
Die Methode geht auf den britischen Pädagogen Andrew Bell zurück, der bereits Ende des 18. Jahrhunderts das System des wechselseitigen Unterrichts propagierte. Umgesetzt wurde sie aber erst von dem britischen Quäker Joseph Lancaster, der die Methode in einer eigens in Southwark gegründeten Schule praktizierte. Von England aus fand der Typus in Italien, Bulgarien, Spanien und Frankreich, im frühen 19. Jahrhundert auch in Schweden, weniger aber in Preußen Verbreitung. In der Schweiz war sie durch dessen Förderung vor allem mit dem Namen des Franziskaners Gregor Girard verbunden. Bereits 1824 verbot Papst Leo XII. für die katholischen Schulen den Unterricht nach dem Lancastersystem. Im folgenden Jahrzehnt gingen die Lancasterschulen dann vollends unter.
Die Lancastermethode gilt heute als pädagogisch ungeeignet.